# Ochthebius japonicus
Ochthebius japonicus är en skalbaggsart som beskrevs av Manfred A. Jäch 1998. Ochthebius japonicus ingår i släktet Ochthebius och familjen vattenbrynsbaggar. Inga underarter finns listade i Catalogue of Life.